# Akrefnio
Akrefnio (griechisch Ακραίφνιο (n. sg.)) ist ein Dorf im gleichnamigen Gemeindebezirk der Gemeinde Orchomenos in der Region Mittelgriechenland. Zwischen 1997 und 2011 war der Ort Verwaltungssitz der gleichnamigen Gemeinde. Südlich des Orts liegen die Ruinen der namensgebenden antiken Stadt Akraiphia.

## Lage
Akrefnio bildet mit 63,717 km² die flächengrößte Ortsgemeinschaft. Sie ist im Süden des gleichnamigen Gemeindebezirks an der Grenze zur Nachbargemeinde Thiva gelegen. Unmittelbar südlich des neuzeitlichen Dorfes liegen auf dem Skopia-Hügel die Überreste der antiken Stadt Akraiphia.

## Gliederung
Die Ortsgemeinschaft Akrefnio ging aus der 1912 gegründeten Landgemeinde Karditsa hervor. Diese erhielt 1933 ihren heutigen Namen. Mit der Gebietsreform 1997 wurde die Landgemeinde Akrefnio mit Kastro und Kokkino zur Gemeinde Akrefnio fusioniert, mit Verwaltungssitz in Akrefnio. Seit der Verwaltungsreform 2010 hat Akrefnio den Status einer Ortsgemeinschaft in der Gemeinde Orchomenos.